# Zapasy na Letnich Igrzyskach Olimpijskich 1984 – kategoria do 48 kg w stylu klasycznym
Zmagania mężczyzn do 48 kg to jedna z dziesięciu męskich konkurencji w zapasach w stylu klasycznym rozgrywanych podczas Letnich Igrzysk Olimpijskich 1984. Pojedynki w tej kategorii wagowej odbyły się w dniach 31 lipca – 1 sierpnia.

## Klasyfikacja[1]
| Pozycja | Nazwisko              | Kraj              |
| ------- | --------------------- | ----------------- |
| 1       | Vincenzo Maenza       | Włochy            |
| 2       | Markus Scherer        | RFN               |
| 3       | Ikuzō Saitō           | Japonia           |
| 4       | Salih Bora            | Turcja            |
| 5       | Kent Andersson        | Szwecja           |
| 6       | Jeon Dae-je           | Korea Południowa  |
| 7       | Li Haisheng           | Chiny             |
| 8       | Lars Rønningen        | Norwegia          |
| 9       | Mark Fuller           | Stany Zjednoczone |
| 10      | Gustavo Delgado       | Meksyk            |
| 11      | Jukka-Pekka Tanner    | Finlandia         |
| 12      | Abd al-Malik al-Awwad | Maroko            |

## Zasady[2]
Uczestnicy zostali podzieleni na dwie grupy. Zawodnik który przegrał dwie walki odpadł z dalszej rywalizacji.
- TF — Łopatki
- SP — Przewaga (8-11 punktów różnicy, pokonany zdobył punkty)
- ST — Przewaga (12 punktów różnicy, przewaga techniczna)
- SO — Przewaga (8-11 punktów różnicy, pokonany bez punktów)
- PP — Na punkty (1-7 punktów różnicy, pokonany zdobył punkty)
- PO — Na punkty (1-7 punktów różnicy, pokonany bez punktów)
- DNA — Wycofał się

## Wyniki

### Rundy eliminacyjne

#### Grupa A
| Przegrane | Zawodnik           | Wynik      | Czas/Punkty | Zawodnik           | Przegrane |         |
| Runda 1   | Runda 1            | Runda 1    | Runda 1     | Runda 1            | Runda 1   | Runda 1 |
| --------- | ------------------ | ---------- | ----------- | ------------------ | --------- | ------- |
| 1         | Mark Fuller        | 1-3 PP     | 7-8         | Li Haisheng        | 0         |         |
| 1         | Salih Bora         | 0-3 SO     | 0-3         | Vincenzo Maenza    | 0         |         |
| 0         | Kent Andersson     | 4-0 ST     | 12-0        | Jukka-Pekka Tanner | 1         |         |
| Runda 2   |                    |            |             |                    |           |         |
| 2         | Mark Fuller        | 1-3 PP     | 2-6         | Salih Bora         | 1         |         |
| 1         | Li Haisheng        | 0-4 ST     | 0-13        | Vincenzo Maenza    | 0         |         |
| 0         | Kent Andersson     |            |             | Bez walki          |           |         |
| 1         | Jukka-Pekka Tanner |            |             | DNA                |           |         |
| Runda 3   |                    |            |             |                    |           |         |
| 1         | Kent Andersson     | 0-3 PO     | 0-3         | Vincenzo Maenza    | 0         |         |
| 2         | Li Haisheng        | 1-3 PP     | 2-5         | Salih Bora         | 1         |         |
| Finał     |                    |            |             |                    |           |         |
|           | Salih Bora         | 0-3 PO     | 0-3         | Vincenzo Maenza    |           |         |
|           | Kent Andersson     | 0-3 PO     | 0-3         | Vincenzo Maenza    |           |         |
|           | Kent Andersson     | 0.5-3.5 SP | 2-11        | Salih Bora         |           |         |

#### Klasyfikacja
| Zawodnik           | Przegrane | Runda | Punktacja | Finał |
| ------------------ | --------- | ----- | --------- | ----- |
| Vincenzo Maenza    | 0         | -     | 10        | 6     |
| Salih Bora         | 1         | -     | 6         | 3.5   |
| Kent Andersson     | 1         | -     | 4         | 0.5   |
| Li Haisheng        | 2         | 3     | 4         |       |
| Mark Fuller        | 2         | 2     | 2         |       |
| Jukka-Pekka Tanner | 1         | 1     | 0         |       |

#### Grupa B
| Przegrane | Zawodnik              | Wynik      | Czas/Punkty | Zawodnik              | Przegrane |         |
| Runda 1   | Runda 1               | Runda 1    | Runda 1     | Runda 1               | Runda 1   | Runda 1 |
| --------- | --------------------- | ---------- | ----------- | --------------------- | --------- | ------- |
| 1         | Lars Rønningen        | 0.5-3.5 SP | 4-14        | Markus Scherer        | 0         |         |
| 0         | Ikuzō Saitō           | 4-0 ST     | 12-0        | Gustavo Delgado       | 1         |         |
| 0         | Jeon Dae-je           | 4-0 TF     | 1:05        | Abd al-Malik al-Awwad | 1         |         |
| Runda 2   |                       |            |             |                       |           |         |
| 2         | Lars Rønningen        | 0-4 ST     | 2-14        | Ikuzō Saitō           | 0         |         |
| 0         | Markus Scherer        | 4-0 ST     | 12-0        | Gustavo Delgado       | 2         |         |
| 0         | Jeon Dae-je           |            |             | Bez walki             |           |         |
| 1         | Abd al-Malik al-Awwad |            |             | DNA                   |           |         |
| Finał     |                       |            |             |                       |           |         |
|           | Jeon Dae-je           | 1-3 PP     | 18-24       | Markus Scherer        |           |         |
|           | Ikuzō Saitō           | 3-1 PP     | 15-13       | Jeon Dae-je           |           |         |
|           | Markus Scherer        | 3.5-0.5 SP | 18-7        | Ikuzō Saitō           |           |         |

#### Klasyfikacja
| Zawodnik              | Przegrane | Runda | Punktacja | Finał |
| --------------------- | --------- | ----- | --------- | ----- |
| Markus Scherer        | 0         | -     | 7.5       | 6.5   |
| Ikuzō Saitō           | 0         | -     | 8         | 3.5   |
| Jeon Dae-je           | 0         | -     | 4         | 2     |
| Lars Rønningen        | 2         | 2     | 0.5       |       |
| Gustavo Delgado       | 2         | 2     | 0         |       |
| Abd al-Malik al-Awwad | 1         | 1     | 0         |       |

### Runda finałowa[10]
| Zawodnik        | Wynik           | Czas/Punkty     | Zawodnik        |                 |
| O piąte miejsce | O piąte miejsce | O piąte miejsce | O piąte miejsce | O piąte miejsce |
| --------------- | --------------- | --------------- | --------------- | --------------- |
| Kent Andersson  | 3-1 PP          | 10-3            | Jeon Dae-je     |                 |
| O brązowy medal |                 |                 |                 |                 |
| Salih Bora      | 1-3 PP          | 5-7             | Ikuzō Saitō     |                 |
| Finał           |                 |                 |                 |                 |
| Vincenzo Maenza | 4-0 ST          | 12-0            | Markus Scherer  |                 |